# حرمة بزرغ (مقاطعة فارياب)
حرمة بزرغ (بالفارسية: حرمه بزرگ) هي قرية تقع في البلدة المركزية في إيران.